# Руднов, Олег Константинович
Олег Константи́нович Руднов (18 ноября 1948, Ленинград — 9 января 2015, Мюнхен) — российский медиаменеджер и журналист, основатель и президент Балтийской медиа-группы. Заслуженный работник культуры Российской Федерации (2011).

## Биография
Окончил факультет журналистики ЛГУ им. Жданова. Работал корреспондентом главной редакции вещания для детей, юношества и молодёжи Ленинградского радио, инструктором Куйбышевского райкома КПСС Ленинграда; в 1988—1990 годах — инструктором идеологического отдела Ленинградского горкома КПСС; с 1990 года — заместителем директора агентства «ИМА-пресс». 
В 1990 году создал первую в городе коммерческую радиостанцию со стопроцентным российским капиталом — «Радио Балтика». Во время августовского путча 1991 года «Радио Балтика» была одной из двух работавших независимых радиостанций Ленинграда.
В 1995 году был назначен генеральным директором, затем — председателем ГТРК «Петербург-5 канал», в июле 1997 года подал в отставку с поста председателя компании.
В 2004 году основал Балтийскую медиа-группу (БМГ), в состав которой вошли «Радио Балтика», Агентство рекламных технологий «Балтика» (АРТ «Балтика»), «Балтийское информационное агентство» («БИА»), газеты «Смена», «Невское время», «Вечернее время». В 2006 году в состав медиа-группы вошёл телеканал 100ТВ.
В 2007 году возглавил совет директоров издательского дома «Комсомольская правда».
12 декабря 2007 года стало официально известно о продаже футбольным клубом «Зенит» 51 % акций одноимённой радиостанции Олегу Руднову.
Считается, что медиа-группа Руднова финансируется банком «Россия», совместно с которым Руднов владел ИД «Санкт-Петербургские ведомости».
Являлся продюсером трёх последних по времени неигровых фильмов Александра Сокурова: «Интонация», «Читаем „Блокадную книгу“» и «Темирканов. Репетиция».
Олег Руднов скончался 9 января 2015 года после продолжительной болезни в немецкой клинике.
В феврале 2015 года в Балтийском медиа-центре открылась выставка памяти основателя Балтийской медиа-группы.

## Оценки
По оценкам СМИ, Олег Руднов являлся близким другом Владимира Путина и выполнял «деликатные поручения» в интересах российского президента.

## Личная жизнь
Сын: Сергей Руднов — крупнейший акционер «Комсомольской правды», владелец прокремлёвского издания Regnum.

## Награды и звания
- Заслуженный работник культуры Российской Федерации (4 апреля 2011) — за заслуги в области культуры, печати, телерадиовещания и многолетнюю плодотворную работу[11].
- Благодарность Президента Российской Федерации (25 июля 1996) — за активное участие в организации и проведении выборной кампании Президента Российской Федерации в 1996 году[12].